# .380 ACP
La .380 ACP (Automatic Colt Pistol) è una cartuccia calibro 9 mm per armi autocaricanti, ideata da John Moses Browning nel 1908, per la pistola Colt M1903 Pocket Hammerless (nata con la 7,65 × 17 mm Browning). La .380 ACP è spesso conosciuta anche come la 9 mm Browning Short o 9 Corto (Short, Kurz, Court), ma anche come 380 Auto o 9 × 17 mm.
Derivata dalla 7,65 mm, sulla quale Browning aveva sviluppato la Pocket per la Colt, di questa mantenne lo stesso collarino e la lunghezza del bossolo, risultando quel piccolo miglioramento richiesto dalla Colt, per le armi compatte a chiusura labile, adatte alla difesa personale.

## Storia
Venne creata nel 1908 dalla Browning Arms Company. Il successo del .380 ACP fu così grande che nel 1910, la Colt intraprese la produzione di una nuova arma camerata per questa cartuccia, appositamente per il mercato americano.

## Aspetti tecnici
Progettata appositamente per armi da fuoco a chiusura labile, viene considerata tra le cartucce più potenti di questa categoria; tuttavia, la 9 mm Makarov è la più potente cartuccia usata su queste pistole. Come tutte le cartucce usate con questa chiusura, sviluppa energie relativamente modeste; perciò le armi che usano la .380 ACP, sono ritenute maggiormente adatte per difesa personale. Essa non deve essere confusa con la .38 ACP (9 × 23 mm), di superiori dimensioni e prestazioni.

## Uso di polizia
In Italia questo calibro viene utilizzato nelle armi d'ordinanza dei reparti ordinari della Guardia di Finanza (Beretta 84 e 85), e fino agli anni 80 era vietato ai civili. Tuttora è utilizzato dai reparti di vari Corpi e servizi di Polizia Locale/Municipale, tra cui il Corpo di Polizia Locale di Roma e di Milano.
L'Arma dei Carabinieri, fino ai primi anni del 2000, utilizzava questo calibro nelle pistole Beretta 85 assegnate agli Ufficiali come arma d'ordinanza.

## Armi che usano il calibro
È usata per pistole di dimensioni contenute, come le Beretta 34 e la serie 80, le Walther PP e PPK, ma anche per le piccole pistole mitragliatrici, come la Ingram MAC-11  o la Vz 61 Skorpion.
Alcune armi che usano la .380 ACP:
- Beretta M1934
- Beretta Pico
- Beretta serie 80
- Colt Mustang
- Vz 61 Skorpion
- Ingram MAC-11
- SIG Sauer P230
- Walther PP
- Walther PPK
- MR-444
- Glock 25
- Glock 28
- Glock 42
- Ruger LCP
- Bersa Thunder 380
- Taurus Spectrum
- Smith&Wesson M&P